# Anatole pactyas
Anatole pactyas är en fjärilsart som beskrevs av Doubleday 1847. Anatole pactyas ingår i släktet Anatole och familjen Riodinidae. Inga underarter finns listade i Catalogue of Life.